# Centra nams
Centra Nams est un bâtiment situé dans le quartier du Centrs à Riga en Lettonie. 

## Présentation
Le bâtiment de 9 étages a une hauteur de 69.05 mètres et il abrite 219 appartements.
Centra Nams a été conçu par les architectes Uģis Šēnbergs et Martinus Šūrmans et construit en 2005 par l'entreprise SIA PBLC.

## Galerie

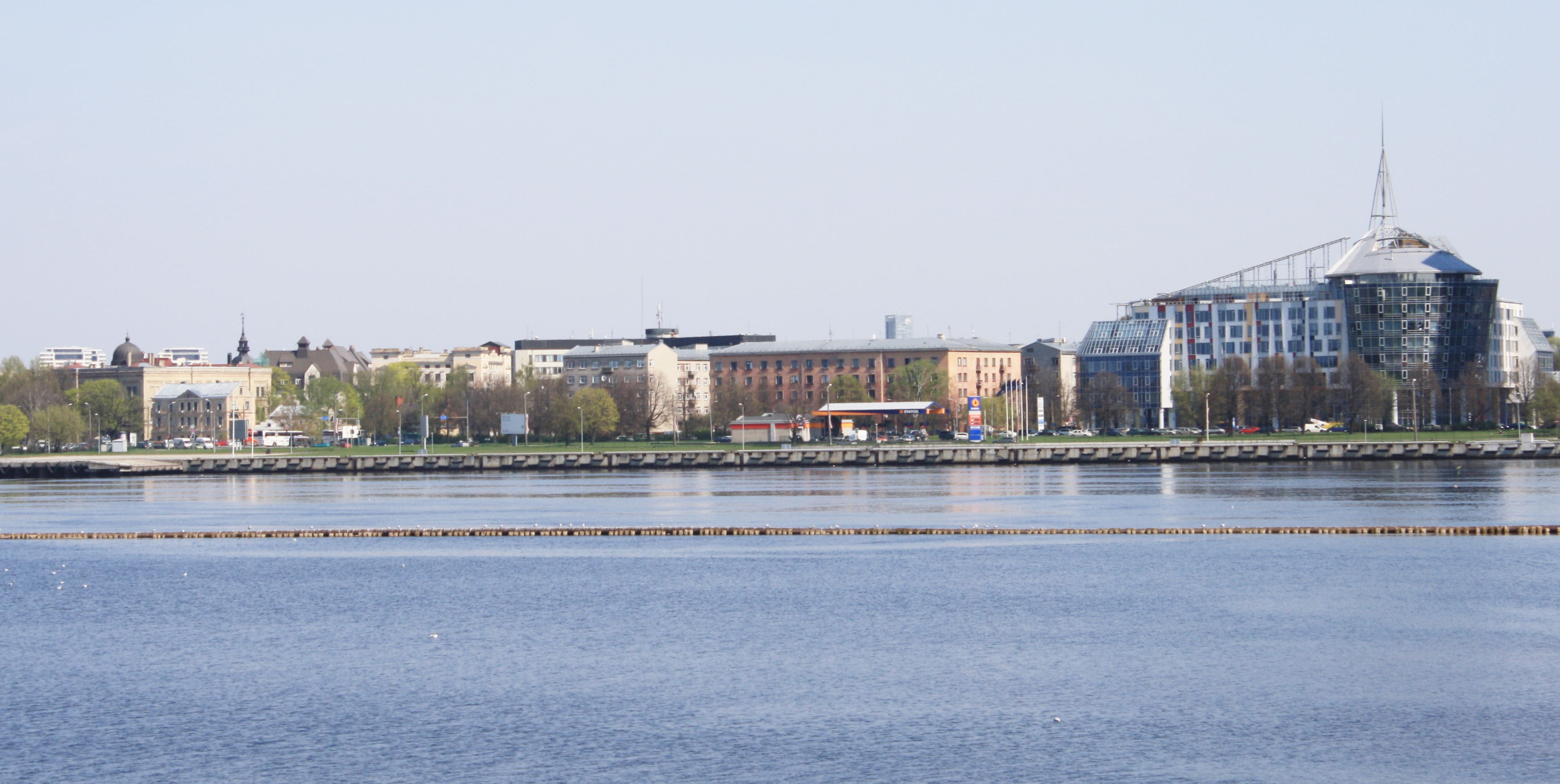
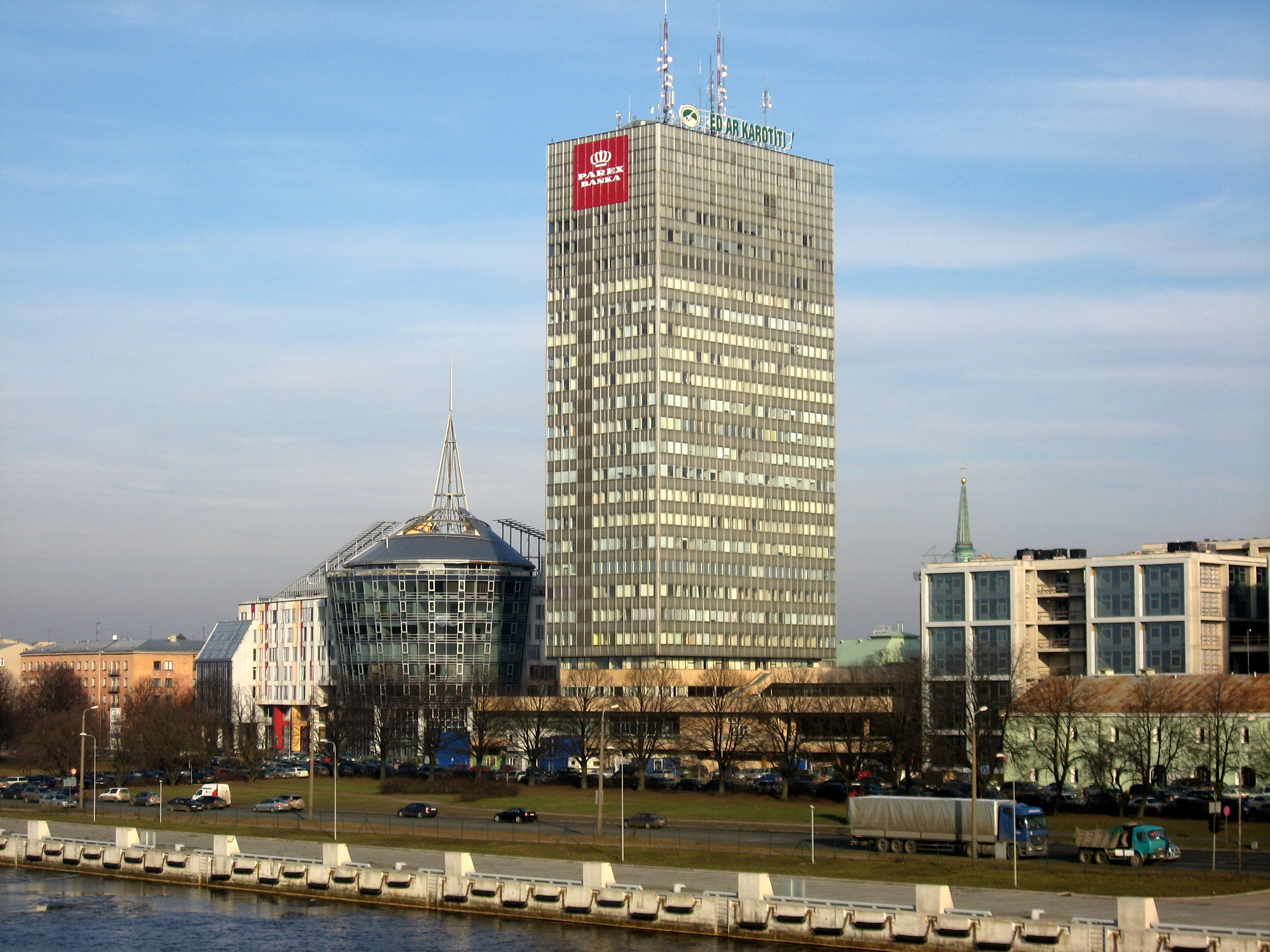
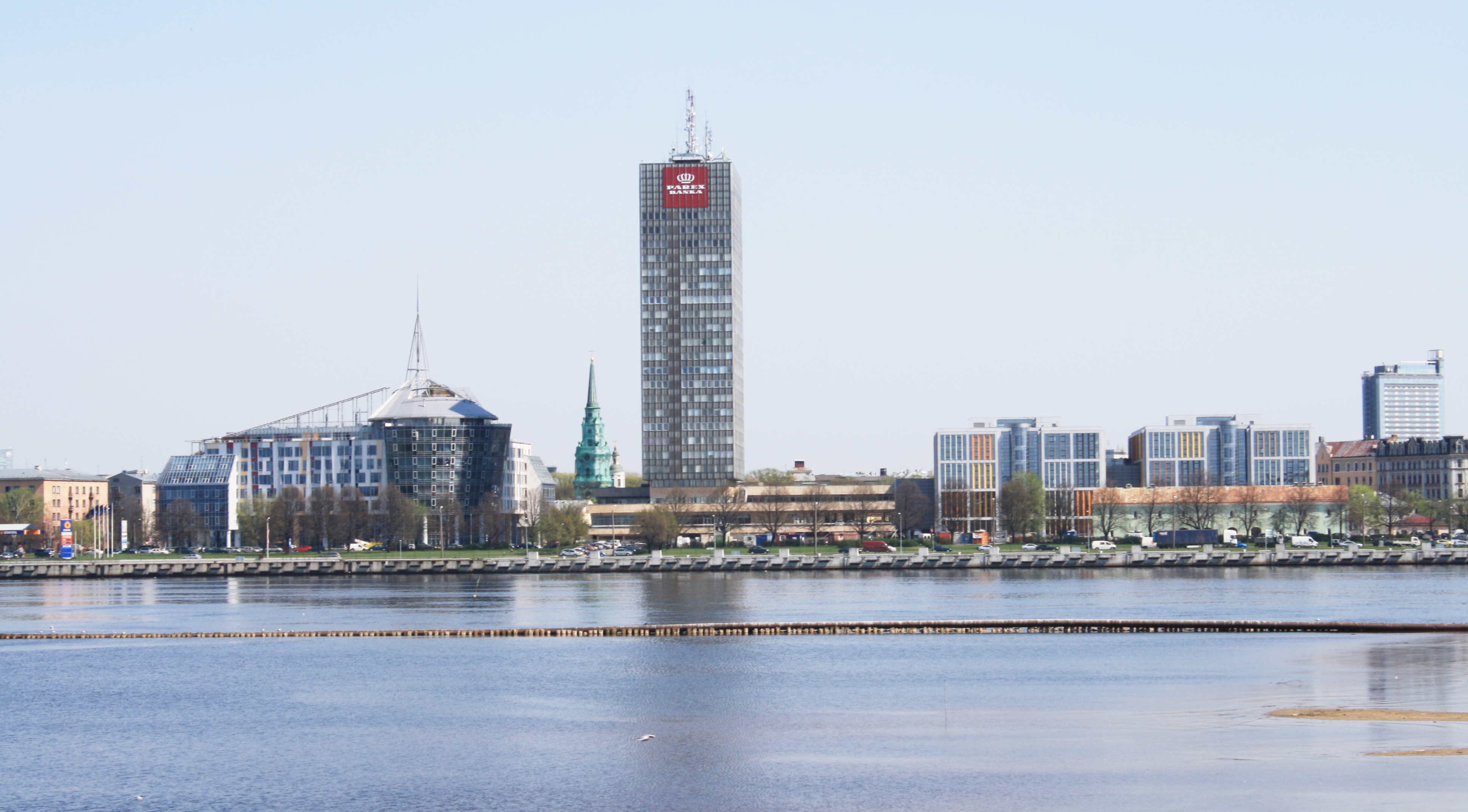